# Universell algebra
Universell algebra (ibland kallad allmän algebra) är det matematikfält som studerar själva algebraiska strukturerna, inte exempel ("modeller") av algebraiska strukturer. Till exempel, snarare än att ta särskilda grupper som studieobjekt, tar man i universell algebra klassen av grupper som ett studieobjekt.